# Jill Jolliffe
Pour les articles homonymes, voir Jolliffe.
Jill Jolliffe (7 février 1945 - 2 décembre 2022), est une journaliste et auteure australienne. À partir de 1975, elle rédige plusieurs ouvrages sur le Timor oriental. Elle est entre autres l'auteur de Finding Santana et Balibo.

## Biographie

### Éducation et carrière
Jolliffe étudie à la Geelong High School (en) d'East Geelong (en) dans l'État de Victoria et à l'université Monash. En avril 1975, elle visite le Timor portugais avec une délégation étudiante pour un travail d'étude avec l'université nationale australienne. Présente lors de la déclaration unilatérale d'indépendance par le FRETILIN le 28 novembre 1975, elle assiste le mois suivant à l'invasion indonésienne par les troupes régulières de l'armée. Elle documente entre autres la mort du groupe de cinq journalistes Balibo Five (en). Elle publie son premier livre, East Timor: Nationalism and Colonialism, avec la University of Queensland Press (en) en 1978 et qui est écrit alors qu'elle est membre jeunesse du groupe littérature du conseil australien.
De 1978 à 1999, Jolliffe vit au Portugal, en Angola et dans les anciennes colonies portugaises. De retour en Australie où elle s'installe à Darwin, elle est correspondante pour le Nation Review (en), Reuters, UPI, The Guardian, The Sunday Times, The Age, The Sydney Morning Herald et pour la BBC.
Jolliffe est aussi réalisatrice du documentaire télévisé The Pandora Trail en 1992 qui dénonce le cartel de prostitution européenne et l'esclavage de femmes espagnoles, portugaises et du tiers monde.

### Travail sur le Timor oriental
En 1994, elle entre dans la province de Timor Timur (Timor oriental sous occupation) afin de rencontrer le chef de guérilla Nino Konis Santana. Capturée par des militaires indonésiens, elle est tout de même en possibilité de compléter le documentaire Blockade. Après s'être vue interdite d'entrée en Indonésie, elle part faire la couverture des conflits en Angola et au Sahara occidental. En 2001, en publie le livre Cover-Up: the inside story of the Balibo Five racontant la capture et l'assassinat d'un groupe de journalistes et des tentatives d'évitement de la question par les gouvernements indonésien et australien. Le livre explique aussi la décision indonésienne d'envahir et d'occuper le Timor oriental, ainsi qu'une étude de cas sur les meurtres de Balibo (en) après des recherches de plus d'une vingtaine d'années. En 2004, un journal britannique rapporte que des critiques formulées à l'égard de ses collègues journalistes minent une proposition de réalisation d'un film basé sur son livre. Néanmoins, le film Conspiration sur le livre est réalisé en 2009.

### Fin de vie
Finaliste pour le prix Australian of the Year senior représentant le Territoire du Nord en 2010, Jolliffe meurt en décembre 2022 à l'âge de 77 ans.

## Documentaires télévisés
- The Pandora Trail (1992) – à propos des cartels de prostitution européen
- Blockade (1997) – histoire de la guérilla du Timor oriental
- Foreign Correspondent (en) sur Balibo Five (1998), avec Jonathan Holmes (en)